# El Pla (Alcanar)
El Pla és un edifici d'Alcanar inclòs a l'Inventari del Patrimoni Arquitectònic de Catalunya.

## Descripció
Es tracta d'un edifici aïllat amb un jardí al davant. L'estructura es disposa amb la planta del cos quadrat -amb planta baixa i dos pisos- central i dos, més petits, laterals.
A la planta baixa, porta i brancals estan fets amb carreus de pedra. A la resta de pisos els balcons i les finestres se disposen regularment amb motllures simulant pilastres als extrems de la façana.
A la part superior la cornisa, d'inspiració clàssica sustentada per permòdols, amb balustrada a sobre, hi ha un plafó rectangular amb la inscripció "Villa Carmen". A la part central de la façana, a l'altura del primer pis, hi ha una terrassa que dona lloc a un porxo davant la porta de la planta baixa, sostingut exteriorment per dues columnes de ferro colat.
El cos lateral oest està format per tres nivells: planta baixa, -amb una capella de planta rectangular i tancament recte de capçalera amb coberta de volta de canó- i un primer pis amb una galeria porxada que sosté una terrassa al segon.
Els murs són de maçoneria arrebossada.

## Història
Els actuals propietaris han adquirit l'edifici fa pocs anys, dedicant-se a la seva restauració i a la instal·lació dels serveis necessaris, sense modificar l'estructura original.
La façana no ha estat encara tractada i l'últim element a restaurar ha estat la capella. Hom pensa aixecar de nou una petita torre del terrat, enderrocada per l'amenaça que implicava la ruïna.